# Teenage Warning
Albums
We Gotta Get Out of this Place
(1980)
Teenage Warning est le premier album studio d'Angelic Upstarts, publié en août 1979.

## Caractéristiques
Le groupe est à l'origine signé au label JP Productions de Jimmy Pursey. Une démo était initialement prévue pour Polydor Records. Cependant, ce sera Warner Brothers qui les signera. La couverture de l'album montre une orange tatouée dans laquelle est implantée une clé d'horloge, symbolisant le film A Clockwork Orange de Stanley Kubrick.
Il atteint la 29e place de l'UK Album Chart, et comprend trois singles, The Murder of Liddle Towers, I'm an Upstart et Teenage Warning. Paul Morley du magazine New Musical Express (NME) considère cet album d'Angelic Upstarts comme un one burst, et note qu'il n'est pas plaisant de l'écouter, mais qu'il est satisfaisant à chroniquer.
Dropkick Murphys jouera sa version de leur titre Never Again pour un album hommage d'oi!, puis incluse dans la compilation Singles Collection, Volume 2.

## Liste des titres
Face A
1. Teenage Warning - 3.02
2. Student Power - 2.21
3. The Young Ones (Sid Tepper, Roy C. Bennett)
4. Never Again - 3.57
5. We Are the People - 3.06
6. The Murder of "Liddle Towers" - 4.41

Face B
1. I'm an Upstart - 2.21
2. Small Town Small Mind - 2.26
3. Youth Leader - 3.05
4. Do Anything - 2.17
5. Let's Speed - 2.34
6. Leave Me Alone - 2.16

## Personnel
- Thomas Mensforth (Mensi) - chant
- Ray Cowie (Mond) - guitare
- Steve Forsten - basse
- Decca Wade - batterie